# گوستاووس دتلف هینریشس
گوستاووس دتلف هینریشس (آلمانی: Gustavus Detlef Hinrichs؛ ۲ دسامبر ۱۸۳۶ – ۱۴ فوریهٔ ۱۹۲۳) یک شیمی‌دان اهل آلمان بود.